# Borkasjön
Borkasjön är en sjö i Vilhelmina kommun i Lappland och ingår i Ångermanälvens huvudavrinningsområde. Sjön är 58,7 meter djup, har en yta på 5,57 kvadratkilometer och är belägen 520 meter över havet. Sjön avvattnas av vattendraget Vojmån.

## Delavrinningsområde
Borkasjön ingår i det delavrinningsområde (723881-148108) som SMHI kallar för Utloppet av Borkasjön. Medelhöjden är 656 meter över havet och ytan är 27,49 kvadratkilometer. Räknas de 56 avrinningsområdena uppströms in blir den ackumulerade arean 549,25 kvadratkilometer. Vojmån som avvattnar avrinningsområdet har biflödesordning 2, vilket innebär att vattnet flödar genom totalt 2 vattendrag innan det når havet efter 421 kilometer. Avrinningsområdet består mestadels av skog (55 procent) och kalfjäll (24 procent). Avrinningsområdet har 5,57 kvadratkilometer vattenytor vilket ger det en sjöprocent på 20,3 procent.